# Baluran
Baluran je menší a dlouhodobě nečinný stratovulkán na indonéském ostrově Jáva. Je to nejvýchodněji umístěný vulkán ostrova. Jeho masiv je tvořen převážně andezitem. Kdy došlo k poslední erupci, není známo. Odhady hovoří o holocénu.